# Star Fox (Atari 2600)
Star Fox é um jogo eletrônico do console Atari 2600, que foi lançado pela empresa Mythicon em 1983. Apesar do nome, este jogo não tem nada a ver com a famosa franquia de jogos da Nintendo Star Fox.
Foi considerado o 19o pior jogo deste console.